# Suspense a Venezia
Suspense a Venezia (The Venetian Affair) è un film del 1967, diretto da Jerry Thorpe.
È un film di spionaggio statunitense con Robert Vaughn, Elke Sommer e Felicia Farr. È basato sul romanzo del 1963 Scandalo a Venezia (The Venetian Affair) di Helen MacInnes.

## Trama
Un ex agente della CIA, Bill Fenner, ora giornalista, viene inviato a Venezia per un reportage sull'attentato suicida di un diplomatico americano durante una conferenza di pace. A Venezia Fenner scopre che dietro l'attentato vi è un complotto in cui è coinvolta anche la sua ex moglie Sandra Fane, una sospetta spia.

## Produzione
Il film, basato su una sceneggiatura di E. Jack Neuman e un soggetto di Helen MacInnes (l'autrice del romanzo), fu prodotto dallo stesso Neuman e da Jerry Thorpe per la Metro-Goldwyn-Mayer tramite la Jerry Thorpe Productions e girato a Venezia.

## Colonna sonora
- Our Venetian Affair -  parole di Hal Winn,  musica di Lalo Schifrin,  cantata da Julius LaRosa

## Distribuzione
Il film fu distribuito con il titolo The Venetian Affair negli Stati Uniti dal 18 gennaio 1967 (première a New York) al cinema dalla Metro-Goldwyn-Mayer.
Altre distribuzioni:
- in Germania Ovest il 2 marzo 1967 (Mitternacht - Canale Grande)
- in Portogallo l'11 aprile 1967
- in Francia il 5 luglio 1967
- in Belgium (French title) / France (Minuit)
- in Messico il 13 luglio 1967 (Intriga en Venecia)
- in Belgio il 22 luglio 1967 (Minuit sur le grand canal)
- in Danimarca il 22 gennaio 1968 (Knytnæver og narkotika)
- in Spagna (Intriga en Venecia)
- in Brasile (Missão Secreta em Veneza)
- in Italia (Suspense a Venezia)
- in Finlandia (Tehtävä Venetsiassa)
- in Grecia (To vals ton kataskopon)

## Critica
Secondo Fantafilm il film è caratterizzato da un soggetto che "appare un po' anacronistico nella seriosa impostazione fantapolitica e certamente poco coinvolgente dal lato spettacolare". Risulterebbe positiva l'interpretazione di Robert Vaughn. Secondo Leonard Maltin il film è abbastanza simile alla serie televisiva L'uomo dell'U.N.C.L.E. ma stenterebbe "ad assumere una forma ben definita" e risulterebbe non coinvolgente come dovrebbe.

## Promozione
La tagline è: "Vaughn! Venice! Vooom!".